# Вне времени (фильм, 2024)
«Вне времени» (фр. Hors du temps) — художественный фильм французского режиссёра Оливье Ассаяса, премьера которого состоялась в феврале 2024 года в рамках основной программы 74-го Берлинского международного кинофестиваля.

## Сюжет
Фильм представляет собой трагикомедию о двух братьях, журналисте и режиссёре, которые во время пандемии коронавируса оказались заперты в родительском доме.

## В ролях
- Венсан Макен — Поль
- Миша Лекот — Этьен
- Нина Д’Урсо
- Нора Хамзави

## Премьера и восприятие
Премьера картины состоялась в феврале 2024 года на 74-м Берлинском международном кинофестивале. Фильм включён в основную программу.
Рецензент Елена Трусова отмечает, что сюжет фильма малоинтересен для широкой публики: никто не хочет возвращаться мысленно в «эру ковида». Обозреватель портала «ПрофиСинема» отнёс «Вне времени» к «псевдоинтеллектуальной» части программы Берлинале: по его словам, в этом фильме «на фоне потрясающих французских пейзажей ровным счетом ничего не происходит битых два часа».